# 3670 Northcott
3670 Northcott eller 1983 BN är en asteroid i huvudbältet som upptäcktes den 22 januari 1983 av den amerikanske astronomen Edward L.G. Bowell vid Anderson Mesa Station. Den är uppkallad efter den kanadensiske astronomen Ruth J. Northcott.
Asteroiden har en diameter på ungefär 19 kilometer och den tillhör asteroidgruppen Padua.